# سامسونگ مدیسون
سامسونج ماديسون تولید کننده سیستم های سونوگرافی تشخیصی این شرکت در سال 1985 تاسیس شد این گوشی در سال 2010 توسط سامسونگ خریداری شد و طبق گزارش ها، خرید آن بیش از 263 میلیون دلار آمریکا بود. شرکت صنایع الکترونیکی چندملیتی کره‌ای مستقر در شهر سوون است.